# M-Line

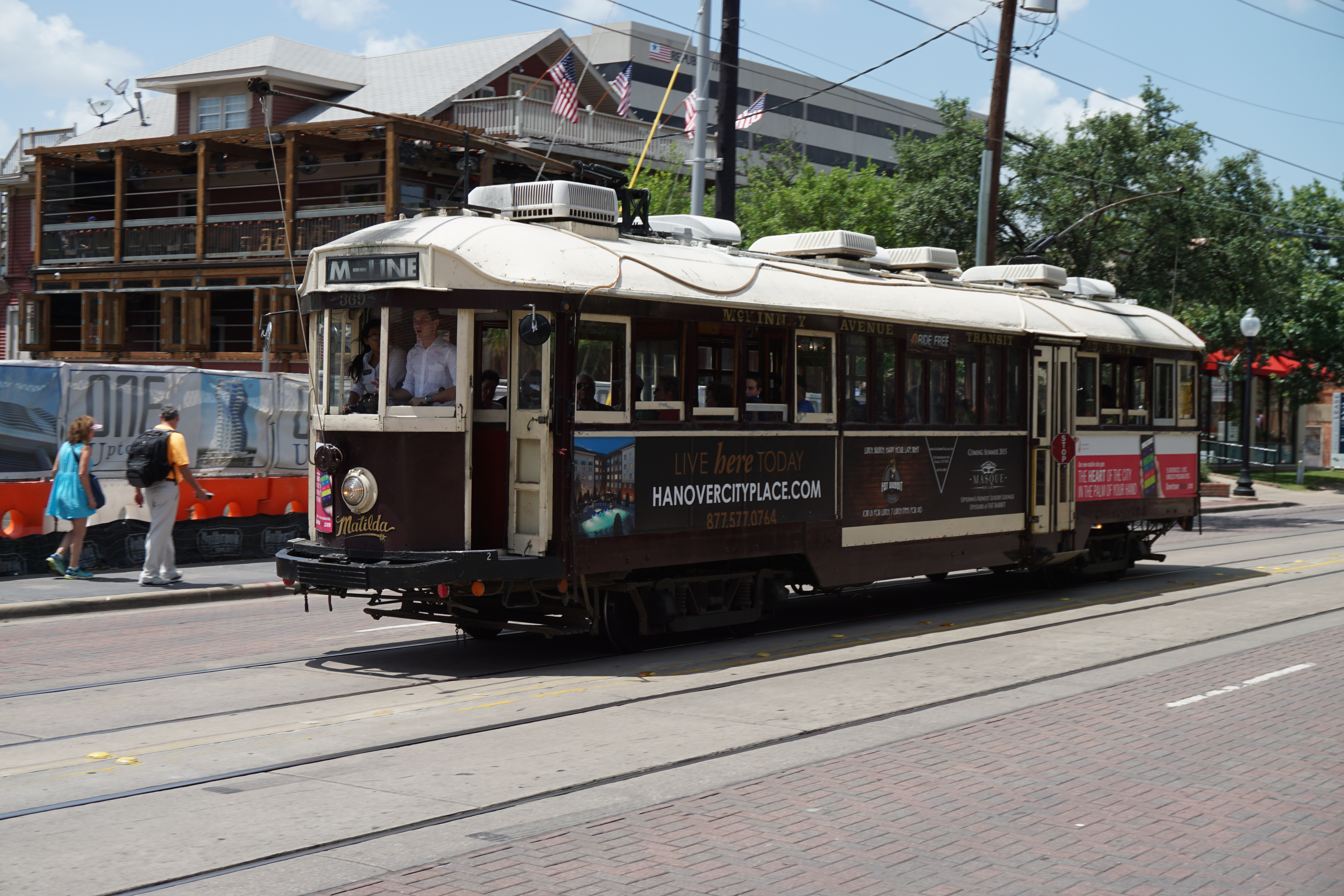
元メルボルン市電W形電車

M-Lineは、アメリカ合衆国テキサス州ダラス市内を走る路面電車の路線。路線距離は約7.4キロメートル。この路線には、他都市で運行していたレトロ車両が使用されている。その中にはPCCカーや海外の中古車も含まれる。
現在、ダラス高速運輸公社によるバックアップやボランティアによるサポートの元、非営利組織であるMcKinney Avenue Transit Authority（MATA）によって運営が行われている。

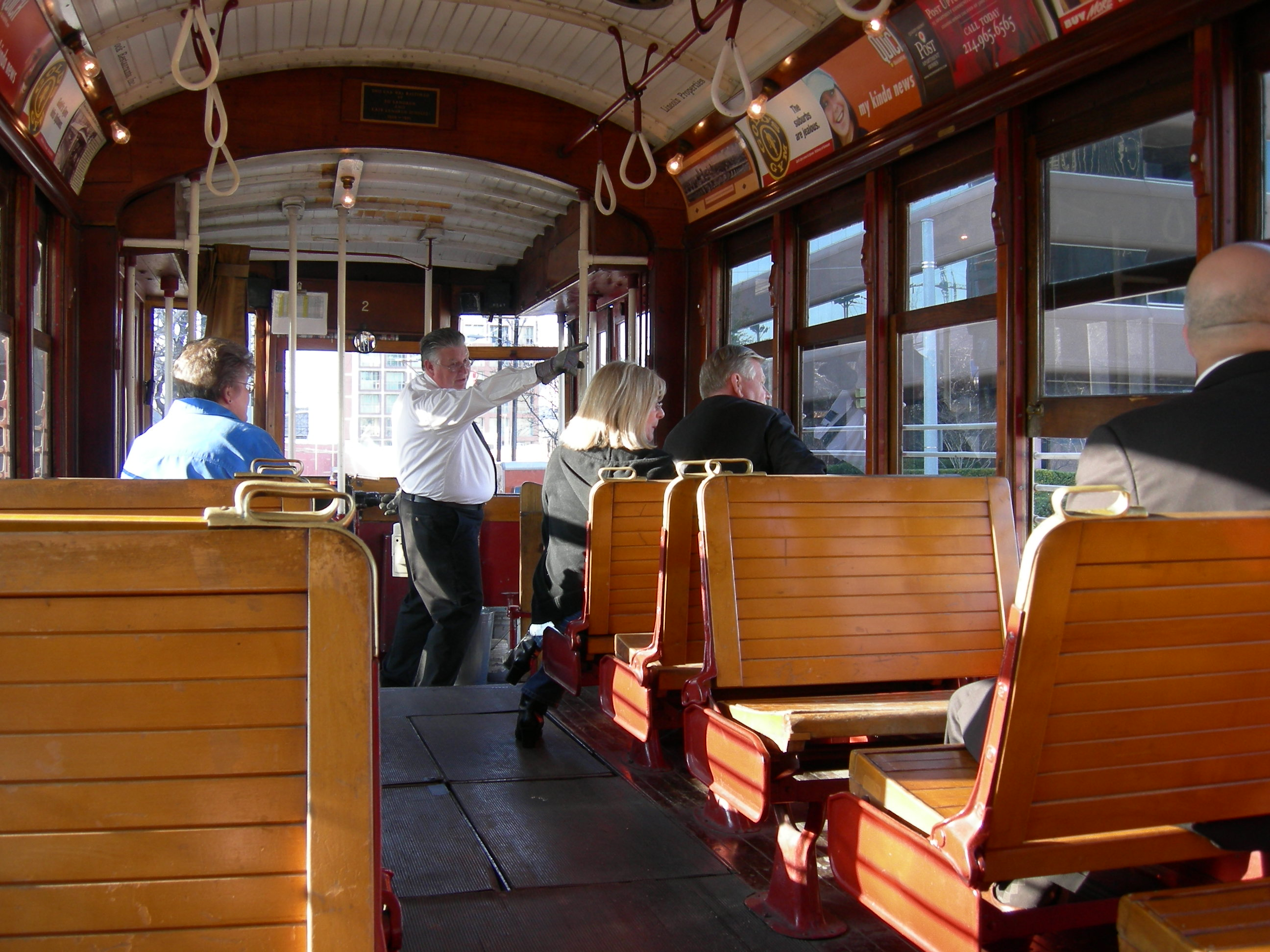
車内の様子

運賃は無料（チャーター利用は有料）。マッキニー・アベニュー（McKinney Avenue）を南北に走り、市内中心部とアップタウン（Uptown）とを結ぶ。アップタウン側の終着駅CityPlace駅でDARTライトレールに乗換えが可能である。